# Thomas Henry Burke (Politiker)
Thomas Henry Burke (* 6. Mai 1904 in Toledo, Ohio; † 12. September 1959 in Arlington, Virginia) war ein US-amerikanischer Politiker. Zwischen 1949 und 1951 vertrat er den Bundesstaat Ohio im US-Repräsentantenhaus.

## Leben
Thomas Burke besuchte die St. Patrick’s Grade School und das St. John’s College in Toledo. Zwischen 1923 und 1927 diente er als Pharmazist in der United States Navy, deren Reserve er danach bis 1939 angehörte. Von 1928 bis 1937 war er bei der Firma Dana Corp. in Toledo beschäftigt. Anschließend arbeitete er bis 1948 für die Gewerkschaft United Automobile Workers. Politisch war er Mitglied der Demokratischen Partei. In den Jahren 1941 und 1942 saß er als Abgeordneter im Repräsentantenhaus von Ohio; von 1944 bis 1948 gehörte er dem Stadtrat von Toledo an. Im Jahr 1948 war er dort stellvertretender Bürgermeister.
Bei den Kongresswahlen des Jahres 1948 wurde Burke im neunten Wahlbezirk von Ohio in das US-Repräsentantenhaus in Washington, D.C. gewählt, wo er am 3. Januar 1949 die Nachfolge des Republikaners Homer A. Ramey antrat. Da er im Jahr 1950 nicht bestätigt wurde, konnte er bis zum 3. Januar 1951 nur eine Legislaturperiode im Kongress absolvieren. Diese war von den Ereignissen des Kalten Krieges geprägt. 1951 wurde Burke Berater der National Production Authority. Ein Jahr später bewarb er sich erfolglos um die Rückkehr in den Kongress. Danach zog er nach Alexandria in Virginia, wo er die Interessen seiner Gewerkschaft gegenüber der Legislative vertrat. Er starb am 12. September 1959 in Arlington und wurde auf dem dortigen Nationalfriedhof beigesetzt.